# Криворожский городской театр кукол
Криворожский городской театр кукол (укр. Криворізький міський театр ляльок) — коммунальное предприятие, городской кукольный театр в городе Кривой Рог, Днепропетровская область, Украина.
Театр находится в Саксаганском районе города на Дзержинке в помещении Дворца культуры «Саксагань», по адресу: проспект Героев-подпольщиков, 54А. Планируется переезд кукольного театра в бывший ДК шахты «Родина».

## История
Криворожский городской театр кукол был основан 27 апреля 1977 года. Открылся спектаклем «Волшебный фургон» В. Орлова. Первым директором театра стал А. Артюшкин, первым главным режиссёром — П. Линёв.

## Репертуар
В репертуаре театра — «Лесные часы» Г. Стефанова, «Кот в сапогах» Ш. Перро и множество других.
- 1990 — «Считаю до пяти»;
- 1991 — «Белоснежка и гномы» Х. Вассара, «Курочка Ряба»;
- 1992 — «Гадкий утёнок» (В. Синакевич);
- 1994 — «Соломенный бычок» (Н. Шейко-Медведева), «Золушка» (Е. Шварц), «Приключения Каштанчика» (В. Орлов);
- 1996 — «И снова о Телесике»;
- 1998 — «Волчонок из сказочной сумки» (В. Литвин), «Весёлые медвежата» (М. Поливанова);
- 2000 — «Аленький цветочек» (И. Карнаухов);
- 2003 — «Петушок и подсолнух» (К. Мешков);
- 2005 — «Важный экзамен» (И. Ендрексон), «Красный, жёлтый, зелёный» (П. Высоцкий), «Как лисичка птичкой была» (А. Кузьмин);
- 2006 — «Если рядом с тобой друг» (И. Рожкова), «Проделки Братца Кролика» (Г. Богомолов);
- 2008 — «Тук-тук! Кто там?» (М. Бартенев), «Я — цыплёнок, ты — цыплёнок» (Ю. Чеповецкий), «Гусёнок Дорофей» (Н. Гернет);
- 2010 — «Господин Коцкий» (В. Нестайко), «Шёл по морю пароход»;
- 2011 — «Дюймовочка» (В. Бугаев);
- 2012 — «Поверь в мечту» (С. Михайлова);
- 2015 — «Теремок»[2];
- 2016 — «Зайчиковые находки» (И. Андрусяк, А. Борсук) (укр.);
- 2017 — «Сказка о лентяе» (Н. Шейко-Медведева, А. Борсук) (укр.); «Тайна Красной Шляпы» (И. Рожкова) (укр.); фентези-мюзикл «Тро–Ля–Ля» (С. Михайлова) (укр.);
- 2018 — «Украинские вытинанки» (С. Михайлова) (укр.); «День исполнения желаний... или снова о свинке Пепе» (С. Михайлова, А. Борсук) (укр.); «Как лиса с журавлём дружили» (И. Рожкова) (укр.); интерактивная сказка «Про Цяцю та Бяцю» (И. Рожкова) (укр.).

Спектакли театра проходят на русском и украинском языках.

## Коллектив
Известные артисты, работавшие в театре:
- Варжало, Тадеуш Мечиславович — заслуженный артист РСФСР;
- Семка Виталий Андреевич — заслуженный деятель Украины;
- Удовенко Виктор Фёдорович — автор гимна Кривого Рога;
- Бучма, Наталия Николаевна — главный режиссёр;
- Никитин Виктор Миронович — украинский художник-кукольник — главный художник;
- Бельский, Александр Игнатьевич — режиссёр по пластике;
- Павлик Анатолий Иванович — заслуженный художник Украины — главный художник.

Так же в разные годы в составе труппы играли В. Антонюк, А. Гурова, А. Деревянко, М. Дорофеева, Ю. Журавель, Л. Залевская, А. Изюмова, А. Кожуховская, М. Кравченко, Л. Кубицкая, М. Молодченко, И. Решетиловская, С. Руденко, Е. Рыжий, М. Савчук, А. Сильченко, И. Скворцова, С. Чунаев, С. Фёдорова, Э. Бердичевский.
Для постановок в театр приглашались заслуженный артист Украины и заслуженный деятель искусств России В. Ф. Бугаев, заслуженный артист Украины В. В. Гольцов. Художником-постановщиком работал В. М. Остапенко.
В разное время в театре работали: 
А. Ковтун, Н. Чирка; 
- главные режиссёры — В. Кононов, В. Пархоменко;
- главные художники — М. Лютенко, Т. Охрименко, Т. Чернова, Т. Чёрная;
- руководители музыкальной части — А. Зафтонова, В. Прокоп, И. Рыбин;
- руководитель литературно-драматической части — А. Бельская.

Среди актёров — В. Белецкая, Х. Величко, А. Вильченко, Г. Воеводина, И. Эндрексон, И. Заярнюк, Д. Кущий, С. Лисаченко, Н. Молодченко, И. Рожкова.
С 2009 года директором работает Михайлова Светлана Николаевна, главный режиссёр — И. Рожкова (с 2012), главный художник — А. Вернеева (с 2012), балетмейстер-постановщик — Л. Артёменко (с 2011).

## Награды
Театр стал лауреатом и дипломантом ряда всеукраинских и международных театральных фестивалей.
- Диплом Министерства культуры УССР, ЦК ЛКСМУ и Украинского театрального общества за постановку спектакля «Кот в сапогах» (1981);
- Диплом республиканского смотра детских театров за спектакль «Главное желание» по пьесе П. Высоцкого (1983).